# منتخب بيرو لسباعيات الرغبي
منتخب بيرو الوطني لسباعيات الرغبي (بالإسبانية: Selección de rugby 7 de Perú)‏ هو ممثل بيرو الرسمي في المنافسات الدولية في سباعيات الرغبي .